# Кёльнский рабочий союз

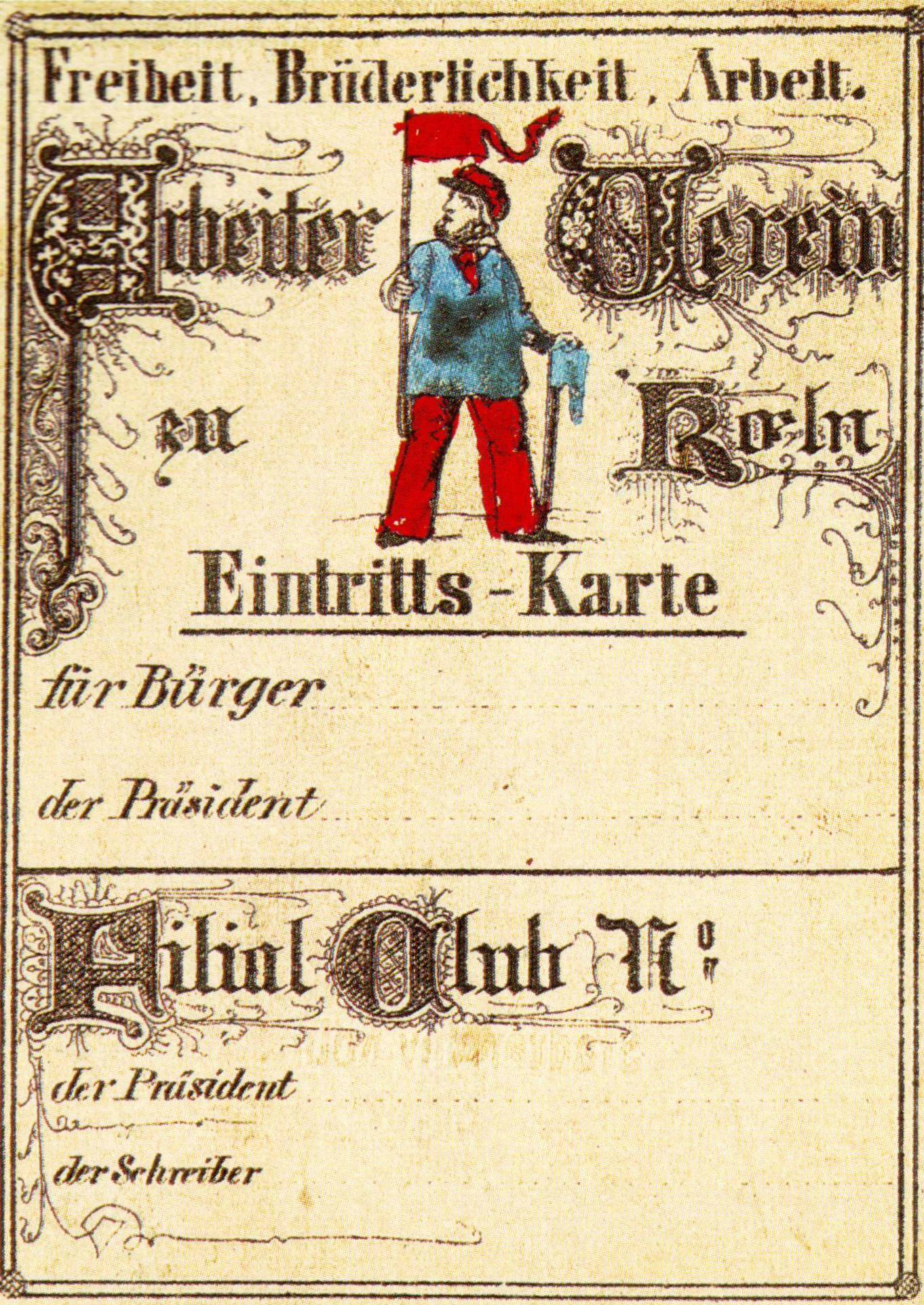
Плакат

Кёльнский рабочий союз (нем. Kölner Arbeitervere) — рабочая организация, основанная по инициативе членов Союза коммунистов 13 апреля 1848 года в ходе революции 1848—1849 годов в Германии. 
Первоначально в руководстве преобладали сектантско-авантюристические элементы. Первым председателем Союза был Андреас Готшальк, но в июне 1848 г. К. Марксу и его сторонникам удалось изменить характер рабочего союза и Председателем Союза стал И. Молль, позднее — К. Маркс (с октября 1848 г. — в связи с отъездом Молля), затем К. Шаппер (февраль — май 1849). Под влиянием Маркса и Энгельса Союз стал одним из важных центров революционной борьбы, поддерживал связи с другими рабочими и демократическими организациями. 
Число членов Союза, главным образом рабочих и подмастерьев, достигало 5—6 тыс. человек. С апреля 1848 года по июнь 1849 Союз издавал свою газету. 
Сыграл главную роль в созыве 6 мая 1849 года конгресса рабочих союзов Рейнской провинции и Вестфалии. После победы контрреволюции в Германии был ликвидирован.